# Sant Lluc de Puig Rodon
Sant Lluc de Puig Rodon, Saint Luc en francès, és un santuari del municipi rossellonès de Paçà, a la Catalunya del Nord.
Es troba a la zona sud i més muntanyosa del terme de Paçà, al cim (204 m) de les Serres de Sant Lluc que separa la plana rossellonesa i el Vallespir. Els accessos més senzills són per la carretera departamental 40 entre Paçà i Tresserra i pel camí veïnal que va de Vivers a Llauró. El lloc té unes vistes excepcionals del Canigó, la serralada de les Corberes, les Alberes i el baix Vallespir. Històricament ha estat un lloc de pelegrinatge dels habitants de Paçà i de les contrades veïnes.

## Història
Està documentat per primer cop el 1031 amb el nom d'Ecclesia de Podio Rotundo, i el 1368 hom ja l'esmenta amb el nom de Capella de Sant Lluc de Puig Redon.
La capella visqué una existència lànguida enfront de l'església de Paçà, fins que l'auge de l'eremitisme del segle xvii la posà en voga, una situació que es mantingué fins a la revolució francesa; una llei d'aquest període manava tancar els llocs de culte que no fossin seus parroquials, cosa que condemnava les esglesioles. El 1794, en el decurs de la Guerra Gran, la situació estratègica de l'ermita feu que fos ocupada alternativament pels exèrcits enfrontats i saquejada; i el turó sobre el qual s'aixeca rebé el nom de puig de la sang pel carnatge que s'hi feu. D'aleshores ençà romangué en l'abandó fins que amb el suport popular l'església va ser restaurada el 1842. El 1930 era la casa de l'ermità la que era en ruïnes, i no fou fins a divuit anys més tard que es feren importants treballs de reconstrucció; el 1947 la capella i el terreny que l'envoltava havien esdevingut propietat de la parròquia de Paçà, que passà a tenir-ne cura. El 1987 es constituí una associació cultural en favor del santuari; aquesta llançà una subscripció popular que permeté dotar-lo d'una imatge de Sant Lluc de fusta. Posteriorment es condicionaren les ruïnes de la casa de l'ermità, es rehabilità l'exterior del santuari i es netejà la font.